# Polycyathus senegalensis
Polycyathus senegalensis är en korallart som beskrevs av Auguste Jean Baptiste Chevalier 1966. Polycyathus senegalensis ingår i släktet Polycyathus och familjen Caryophylliidae. Inga underarter finns listade i Catalogue of Life.